# Anglo-français de petite vénerie
Pour les articles homonymes, voir Français (chien).
L'anglo-français de petite vénerie est une race de chiens originaire de France. C'est un chien courant de taille moyenne, de type anglo-français, à la robe tricolore, blanc et noir ou blanc et orange. De création récente, l'anglo-français de petite vénerie est un chien de chasse pour tout type de gibier, pour la chasse à courre ou la chasse à pied.

## Historique
L'anglo-français de petite vénerie est un chien de chasse français dont la race a été créée dans les années 1950, à partir de croisements entre le harrier et le poitevin, ainsi que le petit gascon-saintongeois, le porcelaine et le petit bleu de Gascogne. On l'a d'abord appelé petit anglo-français avant de prendre son nom définitif lors du dépôt de son standard en 1978.

## Standard
L’anglo-français de petite vénerie est un chien courant de taille moyenne, équilibré et solidement construit, mais sans lourdeur. De longueur moyenne, la queue assez fine est attachée dans le prolongement de la ligne du rein. Le poil est fourni. La tête est allongée et pas trop large. Il est doté d'un museau moyennement allongé et d’un aspect un peu effilé avec un chanfrein droit ou légèrement busqué. Les yeux sont grands, bruns, d’une expression douce et vive. Les oreilles sont attachées finement au-dessous du niveau de la ligne de l’œil, souples et légèrement tournées. De largeur moyenne, les oreilles arrivent au moins à deux doigts de la naissance de la truffe. 
Le poil est court, serré et lisse. La robe peut être tricolore (blanc et noir avec feux de couleur vive), blanc et noir avec feux pâles ou bicolore (blanc et orange). La truffe est noire, sauf pour les sujets blanc et orange, ou elle prend une couleur tabac.

## Caractère
Le standard FCI ne donne pas de tempérament ou de caractère typique de la race. C'est un chien de chasse endurant, facile à éduquer et intelligent. Ce chien n'est pas adapté à la vie en ville et demande beaucoup d'activités physiques. Débrouillard, il est réactif et vif d'esprit[réf. nécessaire]. Il est plus adapté à la vie en groupe, avec ses congénères, qu'à la vie citadine.

## Utilité
L'anglo-français de petite vénerie est un chien courant pouvant être utilisé seul ou en groupe, pour chasser le lièvre ou même le renard, le sanglier et le chevreuil. De taille moyenne, l'anglo-français possède une endurance à toute épreuve. Ses origines anglaises lui ont apporté force et vigueur. Quant à ses origines françaises, elles lui confèrent une finesse de nez remarquable, ce qui fait de lui un excellent chasseur de petit gibier. Plein de vivacité et de ténacité, ce chien possède une puissance exceptionnelle[réf. nécessaire]. 